# 경무사
경무사는 대한제국 때의 경무청의 장으로 경찰청장과 동급이다. 1901년 경부 대신으로 승격되었다가, 1902년 다시 경무사로 격하되었다.